# Oldowan

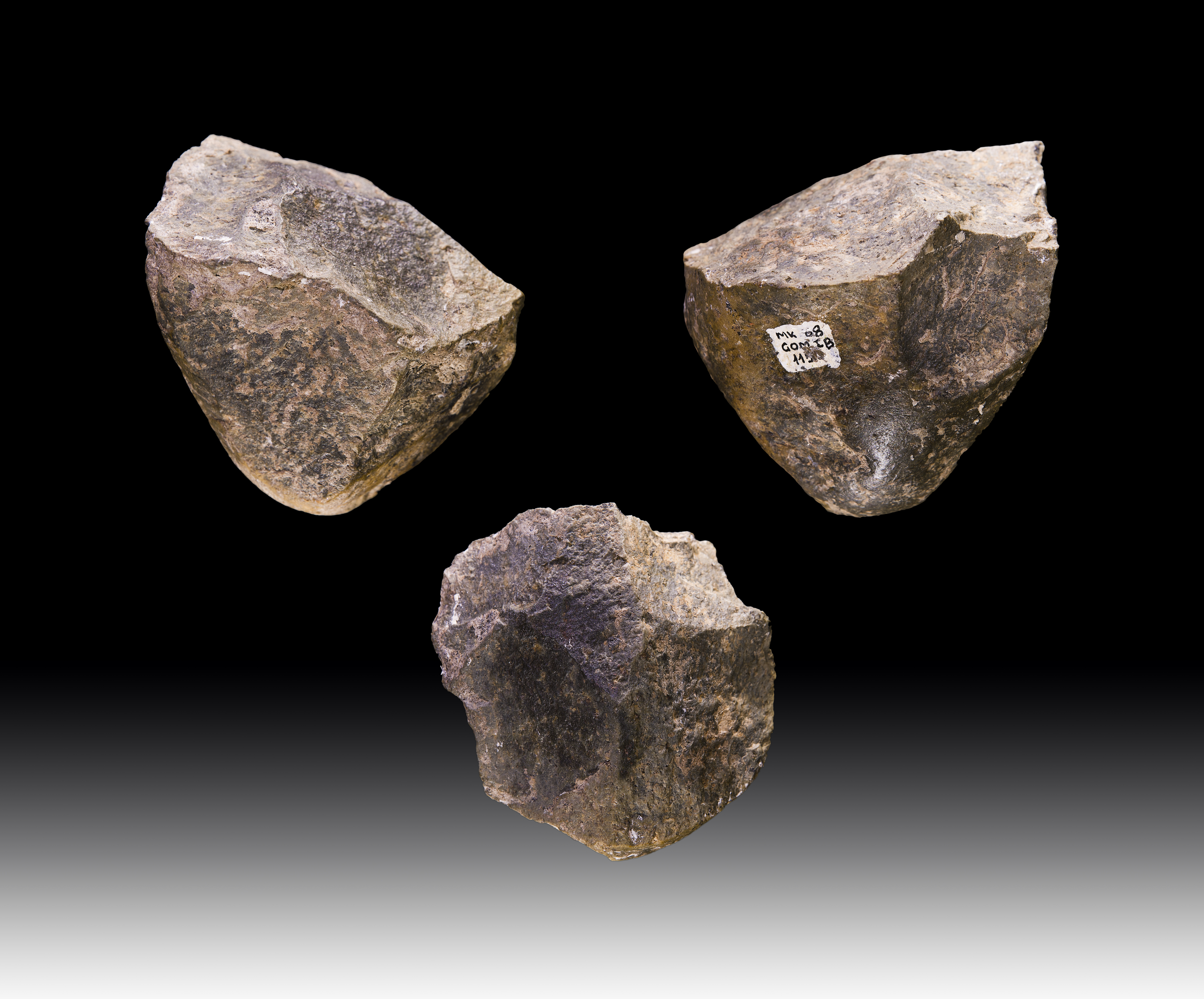
Oldowan Chopper

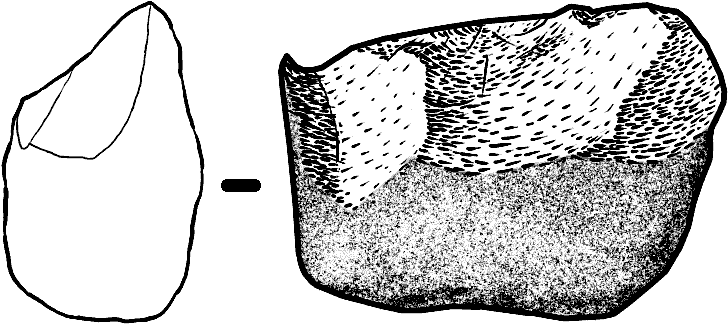
Stenyxa med enkel egg, Georgien

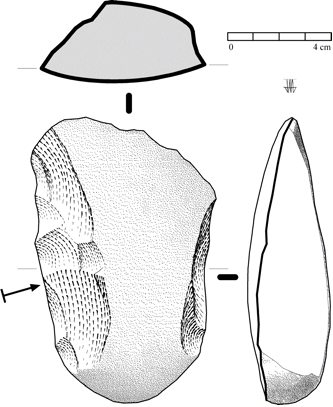
Stenyxa, Spanien

Oldowan (förr även olduwan och oldawan) är beteckningen på den äldsta kända stenverktygstraditionen använd av förhistoriska hominider under tidigpaleolitikum. Namnet kommer efter den östafrikanska fyndorten Olduvai där några av de äldsta fynden gjorts. Efter en tidigare funnen, men yngre, europeisk (fransk) fyndort kallades traditionen tidigare vanligen Abbevillienkulturen men det rör sig (det äldre namnet till trots) inte om en kultur i en sammanhängande mening utan om en liknande teknik använd av många kulturer. Dessa kallas även pebble-cultures för att när man slog itu rullstenar så erhöll man huggstensredskap (chopping tools) och grova skrapor. 

## Datering
De första tydligt framställda oldowanverktygen är 2,6 miljoner år gamla. För mellan 2,4 och 1,7 miljoner år sedan spider sig oldowan-traditionen till södra Afrika. Detta sker ungefär samtidigt som Acheuléenkulturen uppkommer. Acheuléenkulturen är en delvis parallell tradition och dessa existerar sida vid sida. Tidigare trodde man att Acheuléenkulturen var en efterföljare till Abbevillienkulturen, men afrikanska fynd från Acheuléenkulturen har visat sig vara äldre än europeiska fynd av Abbevillienkulturen.
Flera olika tolkningsförslag har framförts för att förklara detta. Kanske använde olika hominider olika traditioner, eller så använde samma hominider de olika traditionerna för olika ändamål.
För cirka 1,7 miljoner år sedan lämnade Homo erectus Afrika och spred sig till Asien. Vid den tiden hade de andra hominiderna försvunnit, men ny arter skulle uppkomma och dessa skulle komma att anamma både oldowan- och acheuléentraditionerna. 
För mellan 1 miljon år sedan och en halv miljon år sedan kom Homo erectus till Europa och med sig hade dessa oldowanverktyg. För en halv miljon år sedan var oldowantraditionen ganska välspridd över hela det östra halvklotet. Det är oklart när traditionen upphörde, men i stort sett var den försvunnen för 250 000 år sedan.